# فرودگاه ل‌اسمپتین
فرودگاه ل‌اسمپتین  (به انگلیسی: L'Assomption Airport) یک فرودگاه همگانی است . این فرودگاه در کشور کانادا قرار دارد و در ارتفاع ۱۶ متری از سطح دریا واقع شده است.